# أنتونوف أن-148
الطائرة أنتونوف أن-148 (بالأوكرانية:Антонов Ан-148) هي طائرة ركاب نفاثة للخدمات الأقليمية من تصميم مكتب تصميم انتونوف الأوكراني. صنعت الطائرة في ست طرازات في مصنع مؤسسة فورونيج لإنتاج الطائرات (روسيا) ومصنع آفينيت (أوكرانيا). تطوير وتصميم الطائرة بدأ في التسعينات، وأول رحلة تجريبية كانت في 17 ديسمبر 2004. وانتهت الطائرة برنامج الاختبارات والشهادات في 26 فبراير 2007 حيث أختبر طائرتان تجريبيتان حققوا ما مجموعة 600 رحلة طيران. في أبريل 2005، حصلت أنتونوف على أول أمر توريد للطائرة من شركة إليوشن للتمويل (IFC) لتأجيرها لشركة كراس إير وحوى أمر التوريد على 10 طائرات من إمكانية طلب 5 طائرات أخرى ات بنفس القيمة، وكان قيمة امر التوريد 240 مليون دولار أمريكي. دخلت الطائرة أن-148 الخدمة في 2 يونيو 2009 بواسطة الخطوط الجوية الأوكرانية حيث قامت بأول رحلة تجارية لها وكانت من خاركيف إلى كييف. وقامت في 15 فبراير 2010 بأول رحلة دولية لها وكانت إلى بولندا بواسطة الخطوط الجوية الأوكرانية. أقصى مدى للطائرة انتونوف أن-148 يصل إلى 2,100 - 4,000 كم بحمولة تصل إلى 68-85 راكب. أخذ بدن الطائرة انتونوف أن-148 وزيدَ طوله لكى يستخدم في الطائرة أنتونوف أن-158 لتصل حمولتها إلى 99 راكب.